# واتسلاف کورونکا
واتسلاف کورونکا (چکی: Václav Korunka؛ زادهٔ ۲۵ دسامبر ۱۹۶۵) اسکی‌باز صحرانوردی اهل چکسلواکی بود.